# F. R. Leavis
Frank Raymond Leavis CH (Cambridge, 14 juillet 1895 - 14 avril 1978) est un critique littéraire britannique influent de la première moitié du XXe siècle. Il enseigne et étudie pratiquement toute sa vie au Downing College de l'université de Cambridge.